# Рослебен
Рослебен (њем. Roßleben) град је у њемачкој савезној држави Тирингија. Једно је од 50 општинских средишта округа Кифхојзер. Према процјени из 2010. у граду је живјело 5.724 становника. Посједује регионалну шифру (AGS) 16065061.

## Географски и демографски подаци
Рослебен се налази у савезној држави Тирингија у округу Кифхојзер. Град се налази на надморској висини од 119 метара. Површина општине износи 33,4 km². У самом граду је, према процјени из 2010. године, живјело 5.724 становника. Просјечна густина становништва износи 171 становника/km².

## Међународна сарадња
| Мјесто | Држава    | Врста сарадње | Од    |
| ------ | --------- | ------------- | ----- |
|        | Француска | контакт       | 2000. |
| Извор  |           |               |       |